# Flugvikt i fristil i brottning vid olympiska sommarspelen 1980
Herrarnas brottningsturnering i fristil i viktklassen flugvikt vid olympiska sommarspelen 1980 avgjordes i CSKA Moskva i Moskva. 

## Medaljörer
| Klass    | Guld                               | Silver                   | Brons                        |
| Flugvikt | Anatoli Beloglazov · Sovjetunionen | Władysław Stecyk · Polen | Nermedin Selimov · Bulgarien |

## Resultat
Legend
- TF — Vinst genom fall
- IN — Vinst genom att motståndaren skadas
- DQ — Vinst genom passivitet
- D1 — Vinst genom passivitet, vinnaren är också passiv
- D2 — Båda brottarna förlorade på grund av passivitet
- FF — Vinst genom förverkande
- DNA — Anlände inte
- TPP — Totala straffpoäng
- MPP — Matchstraffpoäng

Straff
- 0 — Vinst genom fall, teknisk överlägsenhet, passivitet, skada och förverkande
- 0.5 — Vinst på poäng, 8-11 poängs skillnad
- 1 — Vinst på poäng, 1-7 poängs skillnad
- 2 — Vinst på passivitet,  vinnaren är också passiv
- 3 — Förlust på poäng, 1-7 poängs skillnad
- 3.5 — Förlust på poäng, 8-11 poängs skillnad
- 4 — Förlust genom fall, teknisk överlägsenhet, passivitet, skada och förverkande

### Elimineringsrunda

#### Omgång 1
| TPP | MPP |                          | Poäng     |                         | MPP | TPP |
| --- | --- | ------------------------ | --------- | ----------------------- | --- | --- |
| 0   | 0   | Nanzadyn Buregdaa (MGL)  | 26 - 5    | Ahmad Dahrouj (SYR)     | 4   | 4   |
| 0.5 | 0.5 | Anatoli Beloglazov (URS) | 14 - 3    | Hartmut Reich (GDR)     | 3.5 | 3.5 |
| 1   | 1   | Mohamed Hachaichi (ALG)  | 15 - 8    | Nguyen Kim Thieng (VIE) | 3   | 3   |
| 0   | 0   | Koce Efremov (YUG)       | TF / 2:51 | Mohammad Aynutdin (AFG) | 4   | 4   |
| 4   | 4   | Mark Dunbar (GBR)        | TF / 1:40 | Nermedin Selimov (BUL)  | 0   | 0   |
| 3   | 3   | Jang Dok-Ryong (PRK)     | 7 - 12    | Ashok Kumar (IND)       | 1   | 1   |
| 0   | 0   | Władysław Stecyk (POL)   | DQ / 8:08 | Petru Ciarnău (ROU)     | 4   | 4   |
| 4   | 4   | Luis Ocaña (CUB)         | TF / 7:09 | Lajos Szabó (HUN)       | 0   | 0   |

#### Omgång 2
| TPP | MPP |                         | Poäng     |                          | MPP | TPP |
| --- | --- | ----------------------- | --------- | ------------------------ | --- | --- |
| 3   | 3   | Nanzadyn Buregdaa (MGL) | 4 - 8     | Anatoli Beloglazov (URS) | 1   | 1.5 |
| 8   | 4   | Ahmad Dahrouj (SYR)     | TF / 3:31 | Hartmut Reich (GDR)      | 0   | 3.5 |
| 5   | 4   | Mohamed Hachaichi (ALG) | TF / 4:30 | Koce Efremov (YUG)       | 0   | 0   |
| 7   | 4   | Nguyen Kim Thieng (VIE) | TF / 8:38 | Mohammad Aynutdin (AFG)  | 0   | 4   |
| 8   | 4   | Mark Dunbar (GBR)       | 2 - 37    | Jang Dok-Ryong (PRK)     | 0   | 3   |
| 0   | 0   | Nermedin Selimov (BUL)  | TF / 2:25 | Ashok Kumar (IND)        | 4   | 5   |
| 0   | 0   | Władysław Stecyk (POL)  | 20 - 3    | Luis Ocaña (CUB)         | 4   | 8   |
| 8   | 4   | Petru Ciarnău (ROU)     | TF / 0:27 | Lajos Szabó (HUN)        | 0   | 0   |

#### Omgång 3
| TPP | MPP |                          | Poäng     |                         | MPP | TPP |
| --- | --- | ------------------------ | --------- | ----------------------- | --- | --- |
| 4   | 1   | Nanzadyn Buregdaa (MGL)  | 12 - 5    | Hartmut Reich (GDR)     | 3   | 6.5 |
| 1.5 | 0   | Anatoli Beloglazov (URS) | TF / 1:22 | Mohamed Hachaichi (ALG) | 4   | 9   |
| 4   | 4   | Koce Efremov (YUG)       | TF / 4:37 | Nermedin Selimov (BUL)  | 0   | 0   |
| 8   | 4   | Mohammad Aynutdin (AFG)  | TF / 6:28 | Jang Dok-Ryong (PRK)    | 0   | 3   |
| 9   | 4   | Ashok Kumar (IND)        | 3 - 17    | Władysław Stecyk (POL)  | 0   | 0   |
| 0   |     | Lajos Szabó (HUN)        |           | Bye                     |     |     |

#### Omgång 4
| TPP | MPP |                          | Poäng     |                         | MPP | TPP |
| --- | --- | ------------------------ | --------- | ----------------------- | --- | --- |
| 1   | 1   | Lajos Szabó (HUN)        | 12 - 9    | Nanzadyn Buregdaa (MGL) | 3   | 7   |
| 1.5 | 0   | Anatoli Beloglazov (URS) | TF / 0:42 | Koce Efremov (YUG)      | 4   | 8   |
| 0.5 | 0.5 | Nermedin Selimov (BUL)   | 16 - 6    | Jang Dok-Ryong (PRK)    | 3.5 | 6.5 |
| 0   |     | Władysław Stecyk (POL)   |           | bye                     |     |     |

#### Omgång 5
| TPP | MPP |                          | Poäng     |                        | MPP | TPP |
| --- | --- | ------------------------ | --------- | ---------------------- | --- | --- |
| 0   | 0   | Władysław Stecyk (POL)   | DQ / 8:13 | Lajos Szabó (HUN)      | 4   | 5   |
| 1.5 | 0   | Anatoli Beloglazov (URS) | TF / 1:53 | Nermedin Selimov (BUL) | 4   | 4.5 |

### Sista omgångarna
| TPP | MPP |                        | Poäng     |                          | MPP | TPP |
| --- | --- | ---------------------- | --------- | ------------------------ | --- | --- |
| 4   | 4   | Władysław Stecyk (POL) | TF / 0:57 | Anatoli Beloglazov (URS) | 0   | 1.5 |
| 9   | 4   | Lajos Szabó (HUN)      | 3 - 19    | Nermedin Selimov (BUL)   | 0   | 4.5 |